# Alberto Padilla
Alberto Padilla (Monterrey, Nuevo León, 9 de enero de 1965) es un presentador de radio y televisión, periodista y piloto mexicano. Es autor del libro "El continente dormido.

Fue presentador de noticias financieras de CNN en Español. Condujo el programa Economía y Finanzas en CNN en Español, el único noticiario de información financiera, económica y empresarial diario en español de alcance continental, así como de la gran mayoría de cada uno de los países de la región y fue contribuidor de Encuentro con Daniel Viotto. 
Actualmente, viaja con regularidad a través de Latinoamérica, España y Estados Unidos dando conferencias y reuniéndose con asociaciones y grupos empresariales así como estudiantes universitarios. 
Desde el lunes 30 de septiembre de 2013 conduce un segmento en el canal argentino Infobae TV, el mismo hace su transmisión a través de internet.
Desde el 6 de agosto de 2018 conduce el programa "A las 5 con Alberto Padilla" en la estación de Radio CRC 89.1 en Costa Rica.

## Biografía
Nació en Monterrey, Nuevo León, México, donde se graduó como Licenciado en Estudios Internacionales por la Universidad de Monterrey, años después se graduó en el Programa de Alta Gerencia del INCAE Business School en Costa Rica.

### Ámbito laboral
Trabajó como presentador, productor y creador del programa "Línea Financiera" en Televisión Azteca de su nativa Monterrey, México, el primer programa de información sobre economía y negocios en México. 
En la Ciudad de México trabajó como presentador y reportero de asignaciones especiales para Televisión Azteca. Padilla fue colaborador para CNN World Report desde la Ciudad de México. También trabajó como conductor de noticiarios de radio y televisión para Canal 28 y Radio Nuevo León de Monterrey.
Se incorporó a CNN en Español en marzo de 1997. Ha entrevistado a un gran número de líderes de negocios globales desde Larry Ellison, fundador de Oracle, hasta Bill Gates, pasando por Michael Dell y Donald Trump entre muchos otros, así como a los presidentes de un sinnúmero de grandes empresas estadounidenses y latinoamericanas y de los organismos multilaterales como el Fondo Monetario Internacional, Banco Interamericano de Desarrollo entre otros. Además de los Presidentes y Jefes de Estado, y Ministros de las carteras económicas y comerciales de prácticamente todos los países del continente y España. En algunas ocasiones, Padilla conducía los programas Nuestro Mundo y Encuentro, reemplazado a Glenda Umaña o Daniel Viotto.
A fines de febrero de 2011, fue destituido de la cadena CNN por diferencias con el nuevo directorio.

## Ámbito económico
Economía y Finanzas capitaliza los recursos internacionales de CNN, los reportes financieros especializados de CNNfn y los propios periodistas de CNN en Español alrededor del mundo para producir un noticiero de negocios con un alcance y profundidad incomparables en América Latina.